# Chalet Girl
Chalet Girl (Brasil: A Menina do Chalé / Portugal: Um Sonho de Rapariga) é um filme austro-teuto-britânico do gênero comédia romântica lançado nos cinemas em 2011, dirigido por Phil Traill.

## Enredo
Quando uma ex skatista vai trabalhar num luxoso resort de esqui sem saber praticar a modalidade ela acaba chamando a atenção do charmoso patrão e entra num torneio de snowboard. E agora? Ela conseguirá levar os dois prêmios?

## Elenco
- Ed Westwick como Johnny
- Felicity Jones como Kim
- Tamsin Egerton como Georgie
- Bill Nighy como Richard
- Brooke Shields como Caroline
- Sophia Bush como Chloe
- Nicholas Braun como Nigel
- Georgia King como Tara Dakides

## Recepção
O Metacritic, que usa uma média ponderada, atribuiu ao filme uma pontuação de 42 em 100, baseado em 5 críticos, indicando críticas "mistas ou médias".